# Belinsko Selo
Belinsko Selo – wieś w Chorwacji, w żupanii karlowackiej, w mieście Ozalj. W 2011 roku liczyła 1 mieszkańca.